# Пяст, Владимир Алексеевич
Владимир Алексеевич Пяст (настоящая фамилия Пестовский, 19 июня [1 июля] 1886, Санкт-Петербург, Российская империя — 19 ноября 1940, Голицыно, Московская область, РСФСР, СССР) — русский поэт-символист, прозаик, литературный критик, переводчик, теоретик литературы, один из биографов поэта Александра Блока, с которым много лет дружил.

## Биография
Владимир Пяст происходил, по семейной легенде, из польского рода Пястов, родился в семье потомственного дворянина, коллежского асессора, актёра-любителя, энтомолога по образованию. Окончил с золотой медалью 12-ю Петербургскую гимназию и поступил на физико-математический факультет Императорского Санкт-Петербургского университета. В 1906 году перевёлся на романо-германское отделение филологического факультета ввиду своих литературных увлечений (художественные взгляды с тех пор не изменял: всю жизнь оставался «западником» и «воинствующим символистом»).
Со стихами начал выступать с 1900 года, начал печататься в 1905 году; среди первых опубликованных стихотворений были переводные.
В 1905 году отправился в поездку в Мюнхен, где в 1906 году с ним произошёл первый психический срыв, после которого он шесть недель провёл в психиатрической клинике. В дальнейшем был подвержен попыткам самоубийства.
В студенческие годы Пяст был одним из лидеров «Кружка молодых» (объединение поэтов-символистов при университете), посещал литературные собрания Вяч. Иванова, З. Гиппиус, Ф. Сологуба. В 1909 году выходит первый стихотворный сборник В. Пяста «Ограда».

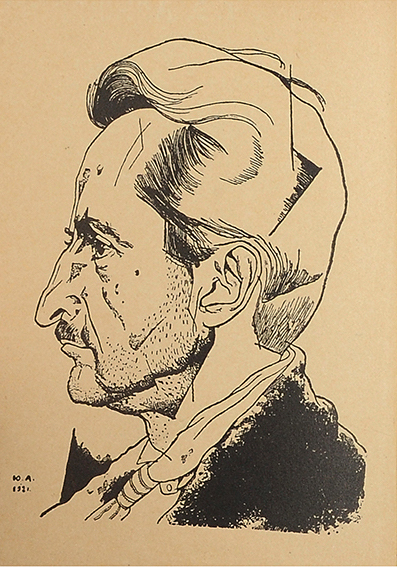
Ю.П. Анненков. Портрет Владимира Пяста.1921.

В 1910—1917 гг. он переводит с испанского, пишет статьи на литературные темы и выступает с лекциями о футуризме и символизме, увлекается декламацией.
Во время Первой мировой войны его призвали на фронт, но из-за психического заболевания, вспышки которого мучили В. Пяста всю жизнь, он был комиссован.
После Октябрьской революции занял антибольшевистскую позицию, прервал отношения с Блоком после поэмы «Двенадцать».
В годы революции и Гражданской войны пишет романы (оставшиеся неопубликованными: «Роман без названия», «Возрождение»), много работает как журналист и переводчик, занимается теорией декламации и стиховедением. Служил в Институте живого слова в Петрограде.
Об этом периоде Евгений Шварц вспоминал:
В начале двадцатых годов сходил Пяст несколько раз с ума. Начиналось это обычно с того, что в одном из тёмных и длинных коридоров, в глубинах Дома искусств или, говоря проще, в служебных помещениях бывшего елисеевского особняка находили Пяста стоящим лицом к стене и на одной ноге. На вопросы он не отвечал, с места сойти отказывался, и скорая помощь увозила его в психиатрическую лечебницу. И вскоре он возвращался в состоянии обычном для себя.
В 1926 году переехал в Москву. Активно занимался переводами с немецкого — в частности, переводил поэтов-экспрессионистов в антологии Г. Петникова «Молодая Германия» (Харьков, 1925) и с испанского — преимущественно поэтической драматургии Тирсо де Молины, Лопе де Вега и т.д. В РГАЛИ хранятся его неизданные переводы из главного латиноамериканского поэта начала XX века — Рубена Дарио. Перевёл с французского роман «Гаргантюа Пантагрюэль» Франсуа Рабле. Также переводил Сервантеса, Альфреда Вольфенштейна, Эрнста Толлера и др.
6 февраля 1930 года арестован, приговорён по статьям 58-10 и 58-11 (контрреволюционная агитация и участие в контрреволюционной организации) к трём годам высылки, которые провёл сначала в Архангельске, затем в Кадникове Вологодской области. Уже во время пребывания Пяста в ссылке вышла книга «Современное стиховедение. Ритмика» (Л., 1931). В 1932 году прошёл слух о самоубийстве Пяста («Социалистический вестник», 1932) — этот слух позднее фигурировал в письме В. Сержа к А. Жиду («Бюллетень оппозиции», Париж, 1936), он вызвал ряд некрологов Пяста в эмиграции.
По окончании срока в 1933 году сослан в Одессу, где женился на К. И. Стояновой. В 1936 году благодаря хлопотам В. Э. Мейерхольда, М. М. Пришвина и других смог вернуться в Москву, жил в подмосковном Голицыне.
Скончался в 1940 году от рака лёгких (по другим данным, покончил с собой), похоронен в Москве на Новодевичьем кладбище (3 уч.).
«Литературная газета» опубликовала некролог, в котором говорилось: «В трудной своей жизни Пяст никогда не снижал своего мастерства. Он написал не очень много, но то, что он оставил, сделано хорошо».
Лирика его религиозна. Он говорит о Божественном происхождении бытия и воздействии духовного начала на повседневность. Картины природы и пейзажи становятся в самом лучшем смысле выражением духовности.

### Сборники стихов
- Ограда. — Изд. Вольф, 1909; Берлин: Изд. Гржебина, 1922.
- Поэма в нонах. — М.: Пегас, 1911.
- Львиная пасть. — Берлин: Изд. Гржебина, 1922.
- Третья книга лирики. — Берлин: Изд. Гржебина, 1922.

### Проза
- Современный декламатор. — 1926.
- Встречи. — М.: Федерация, 1929.
- Современное стиховедение. Ритмика. - Л.: Издательство писателей, 1931. (Первая часть задуманной монографии; вторая должна была быть посвящена «тембромелодике»).
- Встречи. — М.: "Юрайт". 2019.
- Стихотворения. Воспоминания. — М., 1997.
- Ограда. Рипол-классик. — М., 2022.

### Книги для детей
- Кузнечик, цикада и птица корморан. — М.: Молодая гвардия, 1929.
- Моя первая шах-книга. — М.: Молодая гвардия, 1930.

## Интересный факт
В 1926 году за подписью Пяста в свет вышла детская стихотворная книжка «Лев Петрович». В действительности, как позднее установил советский литературовед Мирон Петровский, её автором был Самуил Маршак, решивший таким образом оказать помощь своему другу. Образ Льва Петровича, выведенного в этой книге, и стиль поэта предвосхищают другое произведение Маршака – «Вот какой рассеянный!» (1930).